# Bruno Loatti
Bruno Loatti (ur. 26 lutego 1915 w Castel Bolognese, zm. 25 września 1962 w Bolonii) – włoski kolarz torowy, srebrny medalista mistrzostw świata.

## Kariera
Największy sukces w karierze Bruno Loatti osiągnął w 1938 roku, kiedy zdobył srebrny medal w sprincie indywidualnym amatorów podczas mistrzostw świata w Amsterdamie. W zawodach tych wyprzedził go jedynie Holender Jef van de Vijver, a trzecie miejsce wywalczył kolejny reprezentant Holandii – Jan Derksen. Był to jedyny medal wywalczony przez Loattiego na międzynarodowej imprezie tej rangi. W 1936 roku wystartował na igrzyskach olimpijskich w Berlinie, gdzie wspólnie z Carlo Leguttim zajął czwarte miejsce w wyścigu tandemów, przegrywając walkę o medal z Francuzami. W 1939 roku zdobył mistrzostwo kraju w sprincie indywidualnym zawodowców. Karierę zakończył w 1952 roku.